# カルロ・ドルチ
カルロ・ドルチ（Carlo Dolci、1616年5月25日 - 1686年1月17日）は、17世紀半ばのフィレンツェで活躍した宗教画家。

## 人物

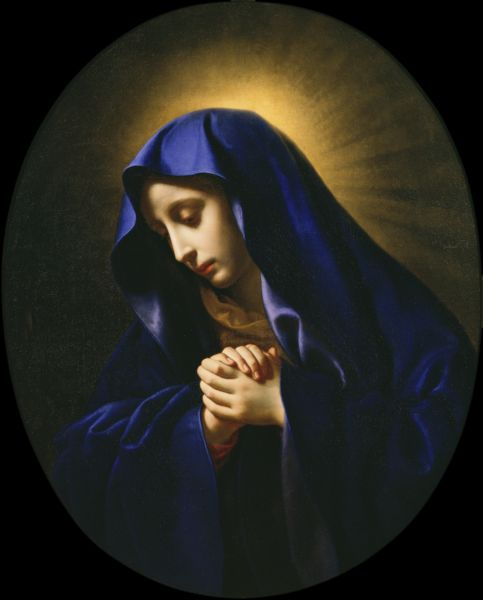
『悲しみの聖母』（1655年頃）国立西洋美術館所蔵

フィレンツェで生まれた。母方の祖父も画家だった。早くからフィレンチェの画家、ヤコポ・ヴィニャーリ(1592-1664)に学んだ。美術史家のフィリッポ・バルディヌッチ(Filippo Baldinucci)によれば、「ドルチは片足を描くのに1週間かかるだろう」と評されるほど作品のできるのは遅く寡作であった 。そのため素早い描画が必要な大きなフレスコ画には向いていなかった。主に宗教画を描き、同じ主題を何度も描くこともあった。
小型の肖像画や宗教画、特に甘美な聖母像や聖女像の制作に優れ、トスカーナ大公家から重用された。
ドルチの制作した悲しみの聖母像は、現在ルーヴル美術館、エルミタージュ美術館、ボルゲーゼ美術館、国立西洋美術館などに所蔵されている。ボルゲーゼ美術館の作品は「親指の聖母」と呼ばれるもので、衣のひだの間から親指だけをのぞかせる形で描かれている。

## 作品

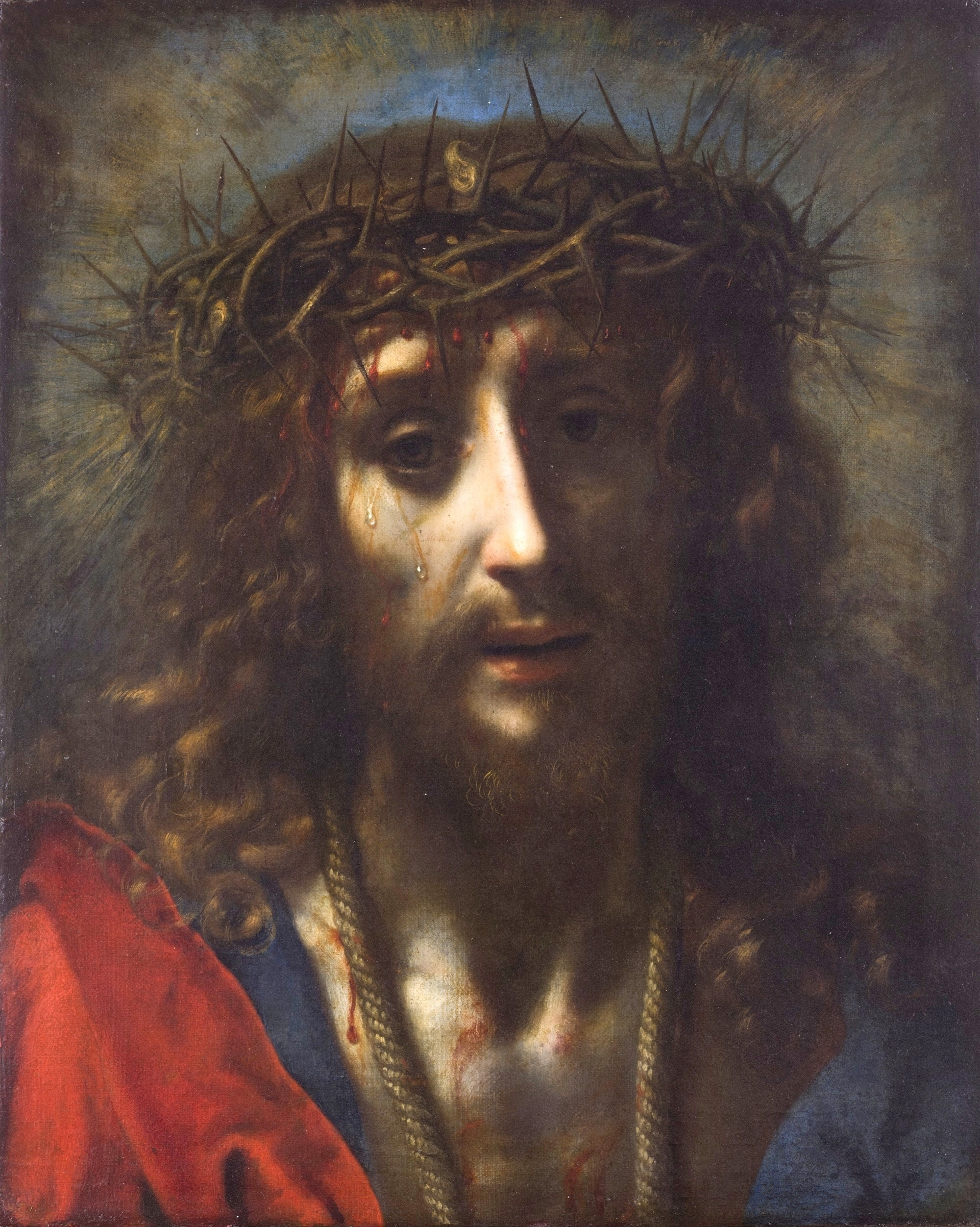
『エッケ・ホモ』(1635)
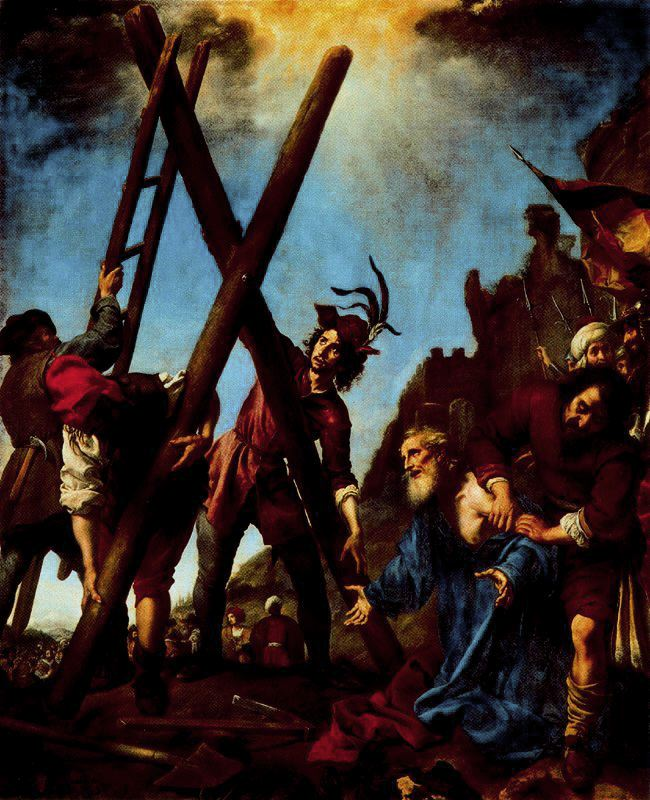
『聖アンデレの殉教』(1646年)
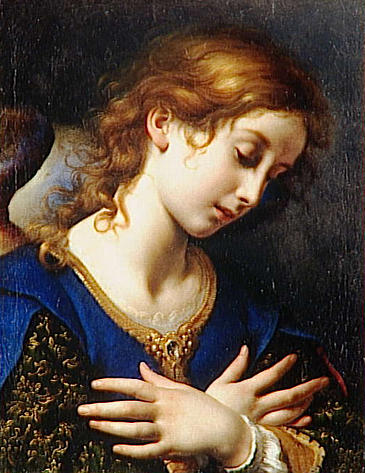
『受胎告知の天使』 (1653-1655年?)
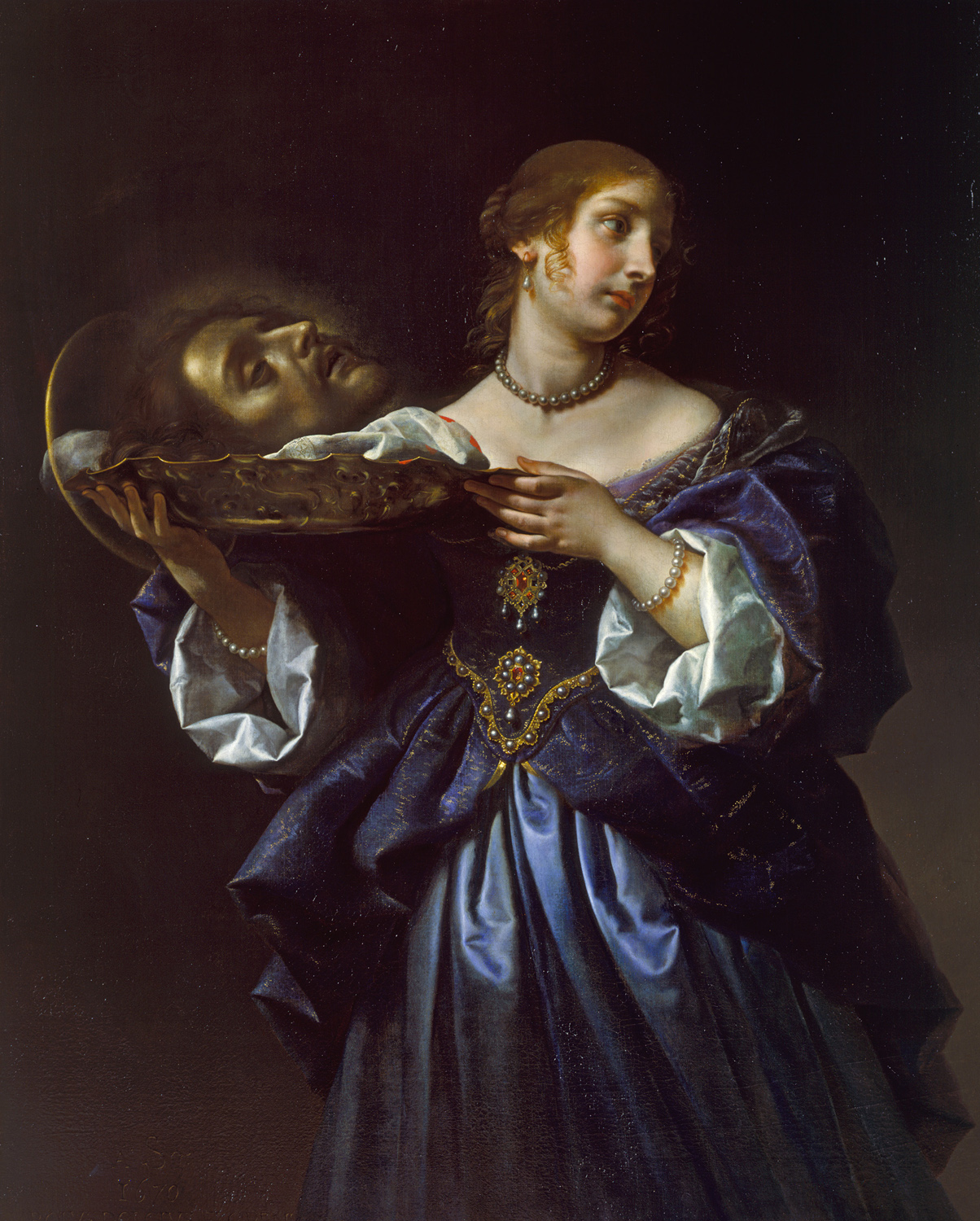
『洗礼者ヨハネの首を持つサロメ』(1665/1678)
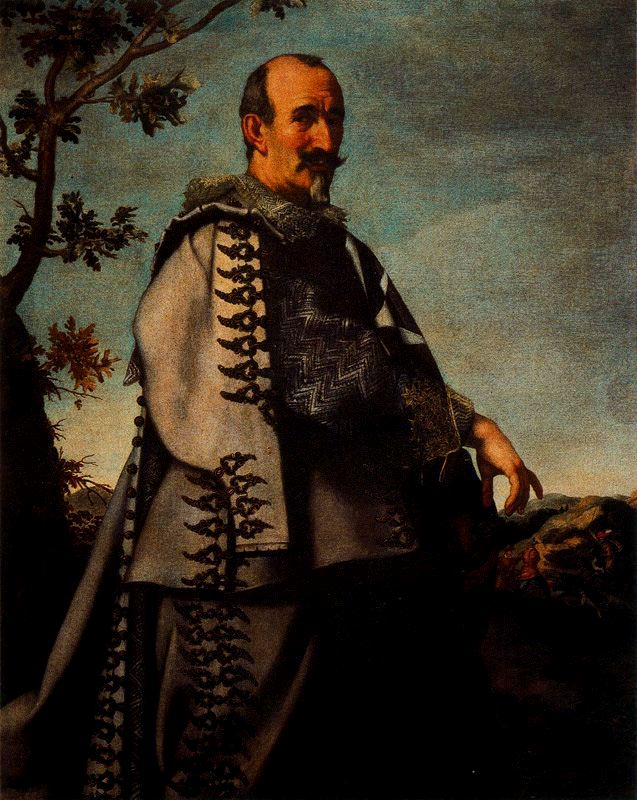
Ainolfo de Bardi
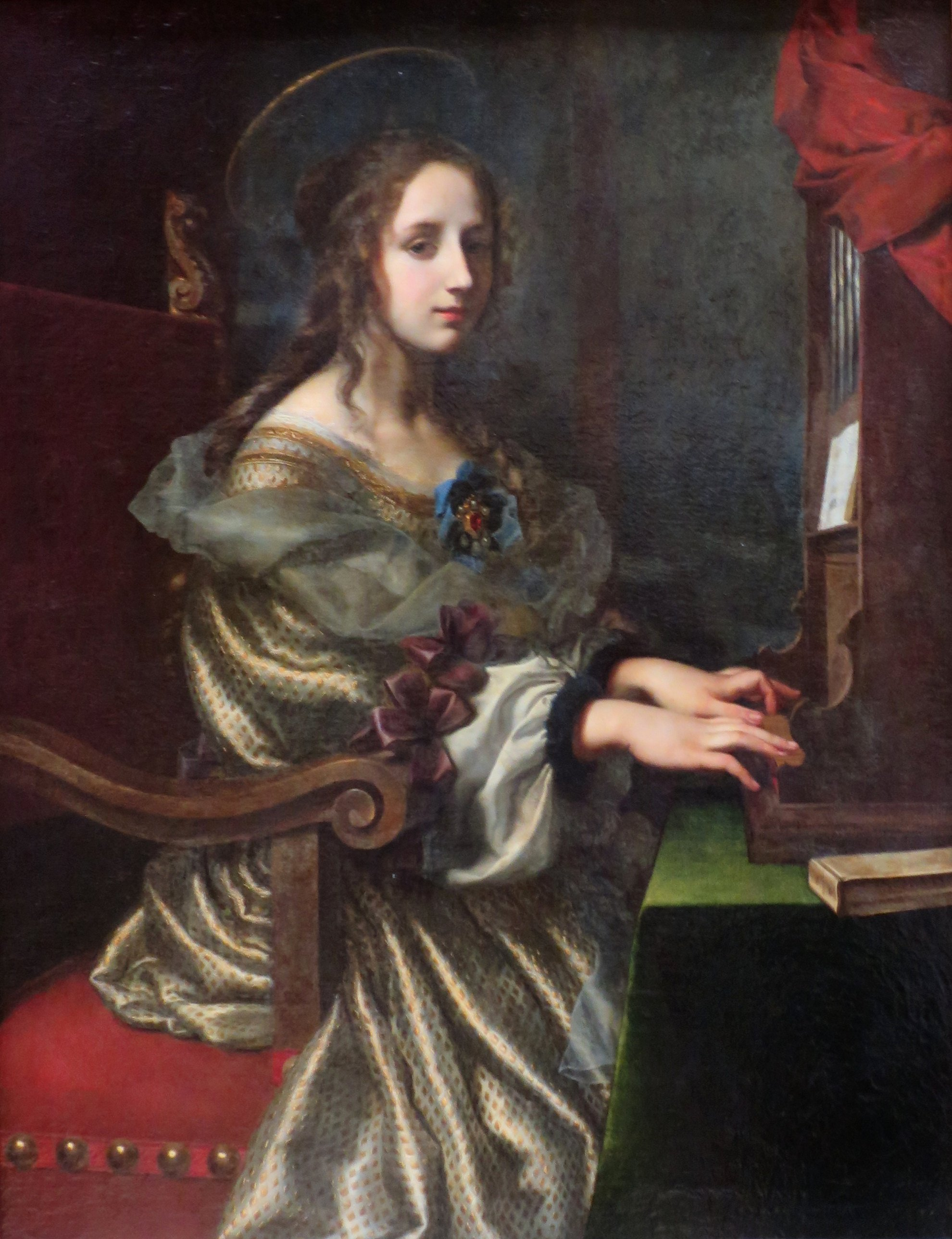
『聖チェチリア』 (1670-1671年)